# Ederson Honorato Campos
Ederson Honorato Campos (Parapui, 13. siječnja 1986.), poznatiji samo kao Ederson, bivši je brazilski nogometaš. Odigrao je jednu utakmicu za brazilsku nogometnu reprezentaciju. 

## Klupska karijera

### Rana karijera
Ederson je svoju nogometnu karijeru započeo igrajući na ulicama Sao Paula. U dobi od 16 godina pridružio se drugoj postavi kluba RS Futebol. Nakon godine dana provedene u potpunoj anonimnosti, Ederson se pridružio klubu Juventude čiji je tadašnji trener bio Ricardo Gomes koji će kasnije postati trener francuskih klubova Bordeauxa i Monaca. Ederson je "procvjetao" u Juventudeu. Njegova igra omogućila mu je poziv u brazilsku nogometnu reprezentaciju U-17 s kojom je 2003. godine osvojio svjetsko nogometno prvenstvo održano u Finskoj. 

### Dolazak u Europu
Poput većine brazilskih nogometaša, Edersonova idealna destinacija bila je Europa gdje je vjerovao da može unaprijediti svoj nogometni razvoj. U siječnju 2005. godine, Ederson je kao posuđeni igrač došao u francuski klub Nice nakon što je tadašnji menadžer Gernot Rohr gledao njegove utakmice na videokasetama. Svoj ligaški debi ostvario je 5. veljače 2005. godine u utakmici protiv Metza kada je ušao s klupe u 72. minuti. Već u trećem nastupu za klub postigao je prvi pogodak u 66. minuti udarcem sa skoro 45 metara udaljenosti u utakmici protiv Monaca. Bio je to odlučujući pogodak, budući je utakmica završila 2-1 u korist Nice. 
Sljedeće sezone Edersonu je dodijeljen dres s brojem 10, ali je uglavnom utakmice igrao ulazivši s klupe. Ipak, u 20 utakmica uspio je postići dva zgoditka. U sezoni 2006./07. ubilježio je rekordnih 30 nastupa za klub i postigao 6 pogodaka, uključujući i odlučujući jedanaesterac u 90. minuti u utakmici protiv Marseillea te u utakmici protiv Bordeauxa. Ipak, zbog svojih vrhunskih igara privukao je pozornost nekoliko velikih klubova, uključujući Real Madrid, Manchester United, Juventus i Lazio.

### Dolazak u Lyon
Edersonova posljednja sezona u Nici bila je ujedno i njegova najbolja. Odigrao je svih 36 ligaških utakmica i postigao 7 pogodaka. U siječnju 2008. godine Ederson se s klubom dogovorio o odlasku u Lyon za 14 milijuna eura, s tim da je Nica dobila još milijun eura poticajnih sredstava. Prema riječima predsjednika Lyona Jeana-Michela Aulasa Ederson je navodno odbio velike europske klubove Manchester United i Real Madrid. Prema postignutom dogovoru, Edersonu je bilo dozvoljeno završiti 2007./08. sezonu s Nicom gdje je svoja posljednja dva zgoditka postigao u posljednje dvije utakmice koje je odigrao za taj klub.
Ederson je službeno postao član Lyona u lipnju 2008. godine zajedno sa svojim suigračem iz Nice Hugom Llorisom. Proglašen je savršenim nasljednikom Juninha, dodijeljen mu je dres s brojem 7, a svoj debi za novi klub ostvario je već u prvom kolu francuske lige u utakmici protiv Toulousea koja je završila pobjedom Lyona 3:0, a u koju je Ederson ušao s klupe u 74. minuti. Prvi pogodak za Lyon postigao je iz jedanaesterca, 30. rujna 2008. godine u utakmici protiv Le Havrea. To je ujedno bio i jedini pogodak na utakmici. U siječnju 2009. godine postigao je dva pogotka u dvije utakmice za redom: protiv Llorientea također iz jedanaesterca te protiv Grenoblea. Odigrao je svih osam utakmica u Ligi prvaka te sezone te je ujedno bio i jedan od najkonzistentnijih Lyonovih igrača tijekom kompletne sezone iako je igrao na njemu neuobičajenoj krilnoj poziciji (u Nici je uglavnom igrao navalnog veznog igrača).

## Statistika
| Klub              | Sezona            | Liga    | Liga   | Francuski kup | Francuski kup | Francuski liga kup | Francuski liga kup | Europske utakmice | Europske utakmice | Ukupno  | Ukupno |
| Klub              | Sezona            | Nastupi | Golovi | Nastupi       | Golovi        | Nastupi            | Golovi             | Nastupi           | Golovi            | Nastupi | Golovi |
| ----------------- | ----------------- | ------- | ------ | ------------- | ------------- | ------------------ | ------------------ | ----------------- | ----------------- | ------- | ------ |
| Nice              | 2004./05.         | 5       | 1      | 0             | 0             | 0                  | 0                  | 0                 | 0                 | 5       | 1      |
| Nice              | 2005./06.         | 20      | 2      | 0             | 0             | 5                  | 1                  | 0                 | 0                 | 25      | 3      |
| Nice              | 2006./07.         | 30      | 6      | 0             | 0             | 0                  | 0                  | 0                 | 0                 | 30      | 6      |
| Nice              | 2007./08.         | 36      | 7      | 2             | 0             | 2                  | 1                  | 0                 | 0                 | 40      | 8      |
| Nice              | Ukupno            | 91      | 16     | 2             | 0             | 7                  | 2                  | 0                 | 0                 | 100     | 18     |
| Lyon              | 2008–09           | 35      | 5      | 1             | 0             | 1                  | 0                  | 8                 | 0                 | 45      | 5      |
| Lyon              | 2009–10           | 24      | 2      | 2             | 0             | 1                  | 0                  | 9                 | 0                 | 36      | 2      |
| Lyon              | 2010–11           | 1       | 0      | 0             | 0             | 0                  | 0                  | 0                 | 0                 | 1       | 0      |
| Lyon              | Ukupno            | 60      | 7      | 3             | 0             | 2                  | 0                  | 17                | 0                 | 82      | 7      |
| Ukupno u karijeri | Ukupno u karijeri | 151     | 23     | 5             | 0             | 9                  | 2                  | 17                | 0                 | 182     | 25     |

## Međunarodna karijera
Ederson je bio član brazilske nogometne reprezentacije do 17 s kojom je 2003. godine osvojio Svjetsko nogometno prvenstvo u Finskoj. 26. srpnja 2010. godine pozvan je po prvi puta u seniorsku momčad, a reprezentativni debi ostvario je u kolovozu u prijateljskoj utakmici protiv SAD-a. Nakon samo nekoliko minuta provedenih na terenu morao je biti zamijenjen zbog ozljede. 